# Åke Bonnier (biskop)

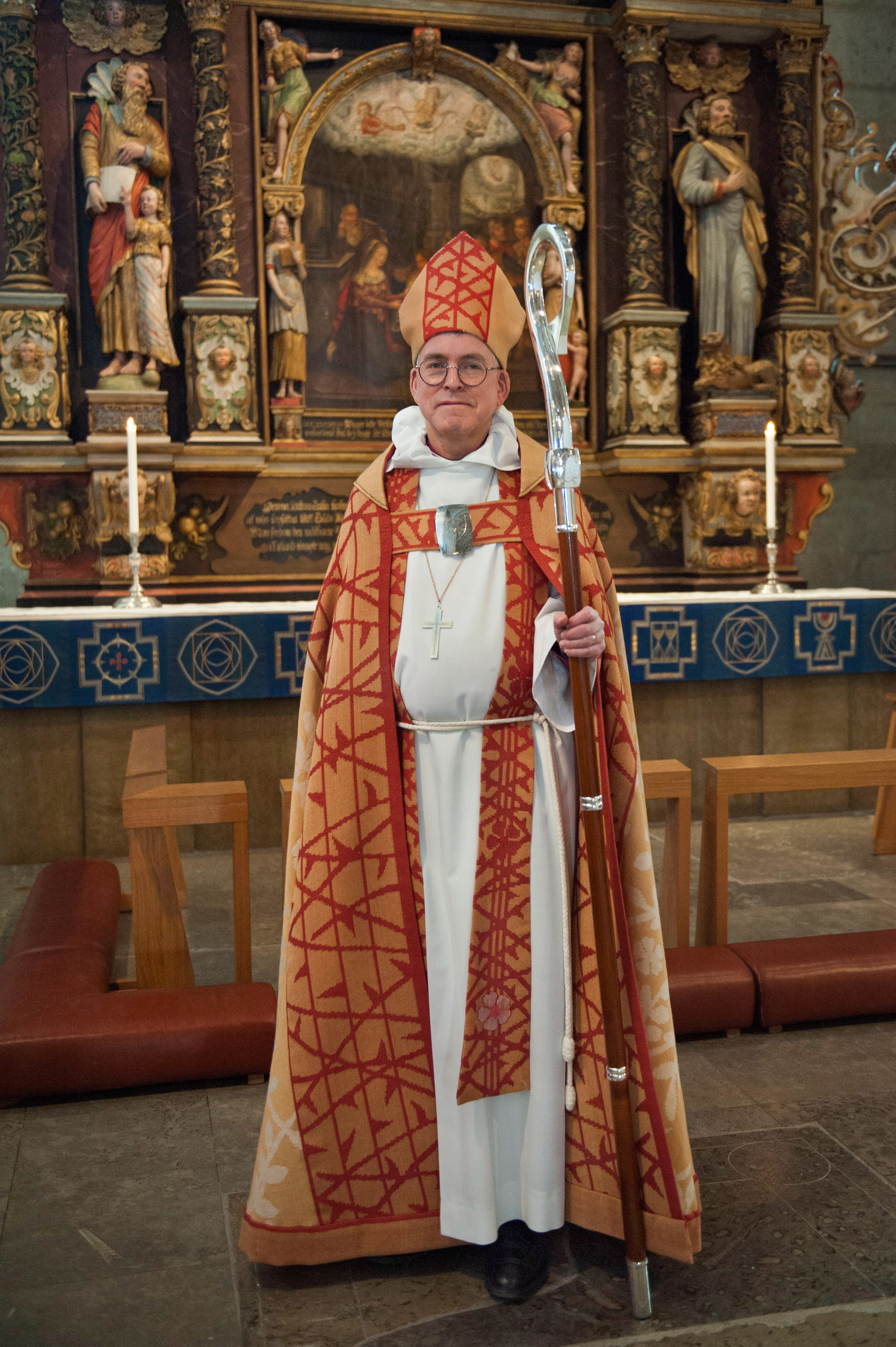
Biskop Åke Bonnier i Skara domkyrka

Åke Gabriel Bonnier, född 11 december 1957 i Engelbrekts församling, Stockholms stad, är  biskop emeritus i Skara stift Svenska kyrkan.

## Biografi

### Uppväxt
Åke Bonnier är son till Gerard Bonnier, sonson till Åke Bonnier den äldre och bror till Karl Otto Bonnier den yngre, Eva Bonnier den yngre och Pontus Bonnier. Han tillhör den kända förlags- och publicistsläkten Bonnier. Trots detta visste han redan som ung, att han ville bli präst. Släkten har judiskt ursprung, men hans far var sekulär, och hans mor var döpt medlem i Svenska Kyrkan.
Bonnier gick ut Palmgrenska samskolan 1977 och gjorde sedan ett volontärår i Svenska kyrkan 1977–1978, bland annat inom Kyrkliga gymnasistförbundet. Följande läsår gjorde Åke Bonnier vapenfri tjänst vid Sveriges Kristna Ungdomsråd.
Hösten 1979 skrevs han in som student vid Uppsala universitet. Efter fyra år blev han teologie kandidat och gick sedan vidare för praktisk prästutbildning vid Pastoralinstitutet i Uppsala. I juni 1984 prästvigdes Bonnier för Stockholms stift.

### Prästgärning
Efter sin prästvigning i Stockholm i juni 1984 fick Åke Bonnier ett sommarmissiv till dåvarande Storkyrkoförsamlingen i Stockholm. I augusti samma år var han missiverad till Hägerstens församling som pastoratsadjunkt, där han var kvar i halvtannat år innan han missiverades som pastoratsadjunkt till Lidingö församling.
I Lidingö fick han sedan tjänst, först som kyrkoadjunkt och därefter komminister. Från 2000 till 2006 var han kyrkoherde i Lidingö församling och 2005-2006 också kontraktsprost i Östermalms och Lidingö kontrakt. I september 2006 blev han domprost i Stockholms domkyrkoförsamling.
Han var en av officianterna vid vigseln mellan kronprinsessan Victoria och Daniel Westling 2010 samt vid prinsessan Estelles dop den 22 maj 2012.

### Biskopsgärning
I biskopsvalet i Skara stift 2012 valdes Bonnier till biskop av Skara stift. Han biskopsvigdes av ärkebiskop Anders Wejryd i en högmässa i Uppsala domkyrka den 26 augusti 2012, och tillträdde samtidigt ämbetet.
Den 14 september 2024 lade Bonnier ned sin biskopsstav på högaltaret i Skara domkyrka, och avgick därmed som stiftets biskop. Hans pensionering föregicks av biskopsval i Skara stift under våren 2024, där Ulrica Fritzson utsågs till Bonniers efterträdare.

## Övriga engagemang och uppdrag
Bonnier var ledamot i Stockholms Teologiska Institut, styrelsen för Gustavus Adolphus College i Minnesota och S:ta Katharinastiftelsens direktorium. Han tillhör den ekumeniska Focolarerörelsen.
Genom sitt ämbete som domprost i Stockholm har Åke Bonnier dessutom varit ständig ledamot i Gålöstiftelsen. Åke Bonnier har även varit ordförande i Thielska galleriets Vänner.
Bonnier tilldelades kommendörsgraden av Sankt Gregorius den stores orden av påve Benedictus XVI för ekumeniska insatser.

## Kontroverser
Som ansvarig utgivare för Sthlmsliv publicerade Åke Bonnier en intervju med Niklas Olaison, som hävdade att en tolkning av Matteusevangeliets åttonde kapitel, där en romersk officer kommer till Jesus och ber honom bota hans tjänare, handlade om en man som hade en sexuell relation med en pojke, vilket Jesus alltså skulle legitimera. Det ledde till att Sten-Gunnar Hedin, förgrundsgestalt i pingströrelsen, uppmanade dubbelanslutna pingstvänner att lämna Svenska kyrkan. Bonnier medgav i ett öppet brev att publiceringen var ett misstag, men gick inte med på att dra in upplagan, varför Hedin stod fast vid sin uppmaning. Bonnier blev, tillsammans med Olaison, anmäld till domkapitlet som fann skäl att kritisera domprosten för ensidighet i intervjun, vilken fastslogs ej överensstämma med kyrkans tolkningstradition. Bonnier medgav att kritiken var berättigad, medan Olaison lämnade sitt arbete.
Bonnier medverkade i då omdiskuterade evenemang som Pridefestivalen 2007 och riksdagens öppningsgudstjänst, som samma år – på domkyrkoförsamlingens initiativ – ändrades till en multireligiös högtid med muslimska och judiska inslag. Bonnier motiverade detta med att dessa religioner, enligt hans uppfattning, tillber samma Gud.
Han medverkade 2008 i den ekumeniska Jesusmanifestationen, där han satt i ledningsgruppen. Han hoppade dock av ledningsgruppen eftersom han upplevde att hans teologiska syn skulle leda till splittring.

## Familj
Han är sedan 1981 gift med socionomen Kristina Gustafsson Bonnier. Paret har två döttrar, varav den ena är Anna Rantala Bonnier. Genom arv har Åke Bonnier en förmögenhet på drygt två miljarder kronor och är en av Sveriges rikaste personer.

## Publikationer
- Under Guds hand – en interreligiös andakt. I: Samtal om religionsteologi, Tro och Tanke 2001.
- Strömmar av levande vatten – ett samtalsmaterial, Sensus, Stockholm 2008
- Men sen då?, slutkapitel i boken Carl-Erik Sahlberg, 40 år som präst 20 år i S:ta Clara – en vänskrift, Stockholm 2008.
- Under Guds hand – en interreligiös andakt i boken  Samtal om religionsteologi, Tro och Tanke 2001.
- Resan. Ett herdabrev. Verbum, Stockholm 2014.
- Lita, lyssna, leva. Samtalstankar längs vägen. Verbum, Stockholm 2020.